# Нефертарі

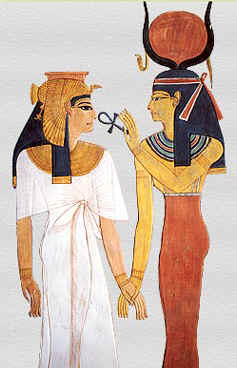
Хатхор вручає цариці Нефертарі Анкх, символ вічного життя. Сцена з гробниці Нефертарі

Нефертарі, Нефертарі Мерітмут («Нефертарі» означає Прекрасна супутниця, Нефертарі «Мерітенмут»— Кохана [богині] Мут) — перша дружина Рамсеса II, яка вважалась великою царицею вже на першому році самостійного правління фараона.

## Генеалогія
Про походження цариці майже нічого не відомо; тим не менш, її називають «знатною дамою» або «спадковою знатністю», тобто дуже відомою дамою, яка належить до однієї з придворних сімей. Відповідно до деяких даних, вона належала до сім'ї Ая, передостаннього фараона XVIII династії; цей факт, очевидно, приховувався, бо родинні зв'язки з найближчим оточенням фараона-реформатора Ехнатона могли скомпрометувати царицю.

## Опис життя
Після укладення мирного договору між Єгиптом і хетською державою у 1269 році до н. е. (21-й рік правління Рамсеса II), мабуть, Нефертарі, яка активно брала участь у політичному житті країни, встановила дружнє листування з хетською царицею Пудухепою.

## Пам'ятники
Залишилось дуже багато пам'ятників пов'язаних з царицею Нефертарі:
- Вона постає поруч з царем на зворотному боці пілону в Луксорі поруч з написом, який датується третім роком правління Рамсеса; цариця беззмінно зображувалась поруч з колосами чоловіка до того часу, поки в цій якості її не замінили принцеси, які після її смерті стали царицями — Бент-Анат і Меріт-Амон.
- Чудова по обробці, але дуже сильно пошкоджена статуя Нефертарі зберігається в Брюселі.
- Вона показана поруч з відомим скульптурним зображенням Рамсеса з Туринського музею.
- Імовірно Нефертарі зображує і відома статуя «невідомої цариці» з Берлінського музею.
- Величний храм Ібшек був присвячений Нефертарі в Абу-Сімбелі в Нубії, північніше від святилища самого Рамсеса II. Фасад святилища прикрашений з обох боків від входу парними велетенськими фігурами Рамсеса, між яких стоять колоси самої Нефертарі в образі богині Хатхор. У внутрішніх приміщеннях святилищах цариці присвячено стільки ж уваги, скільки і її чоловіку. Подібну честь єгипетська цариця отримувала лише одного разу: фараон XVIII династії Аменхотеп III побудував для своєї відомої дружини Тії храм в Седеінзі, де вона шанувалась, подібно Нефертарі, як богиня Хатхор.

### Гробниця Нефертарі
У 1904 році Ернесто Скіапареллі здійснив своє найбільше відкриття, знайшовши у 1904 році знамениту гробницю Нефертарі висічену в скелях Долини цариць і яка є найкрасивішим пам'ятником цього некрополя; її розписані рельєфи, які займають площу 520 м2, вважаються одними з найкращих творів мистецтва всієї епохи Нового царства. Розписи гробниці ілюструють деякі глави Книги Мертвих і демонструють шлях цариці, яку ведуть боги у загробне царство на суд Осіріса. На жаль, гробниця була пограбована ще в давнину, рештки, що не були пограбовані — розбита кришка гранітного саркофага, очеретяні сандалі, фрагмент золотого браслета і кілька амулетів, знаходяться у Єгипетському музеї в Турині. Вкриті нев'янущими фарбами рельєфи гробниці ілюструють деякі глави книги «Висловів Виходу в День» («Книги Мертвих») і показують шлях цариці, яку ведуть боги в потойбічне царство на суд Осіріса. Богині вимовляють магічні заклинання і вислови для захисту цариці.
Погана якість вапняку, в якому вирублена гробниця, а також соляні ґрунтові води призвели до того, що до 70-х років минулого століття розписи унікальної пам'ятки перебували під загрозою зникнення. Спеціальний реставраційний проект «Нефертарі» Єгипетської Служби Старожитностей і Інституту Консервації Поля Гетті, здійснений у період 1986—1992 рік, став одною з найважливіших робіт XX століття зі збереження спадщини давнини. Унікальні методи реставрації дозволили знову відкрити гробницю для відвідування у листопаді 1995 року.
Станом на вересень 2021 року вартість відвідання гробниці становить 1415 єгипетських фунтів ($90).

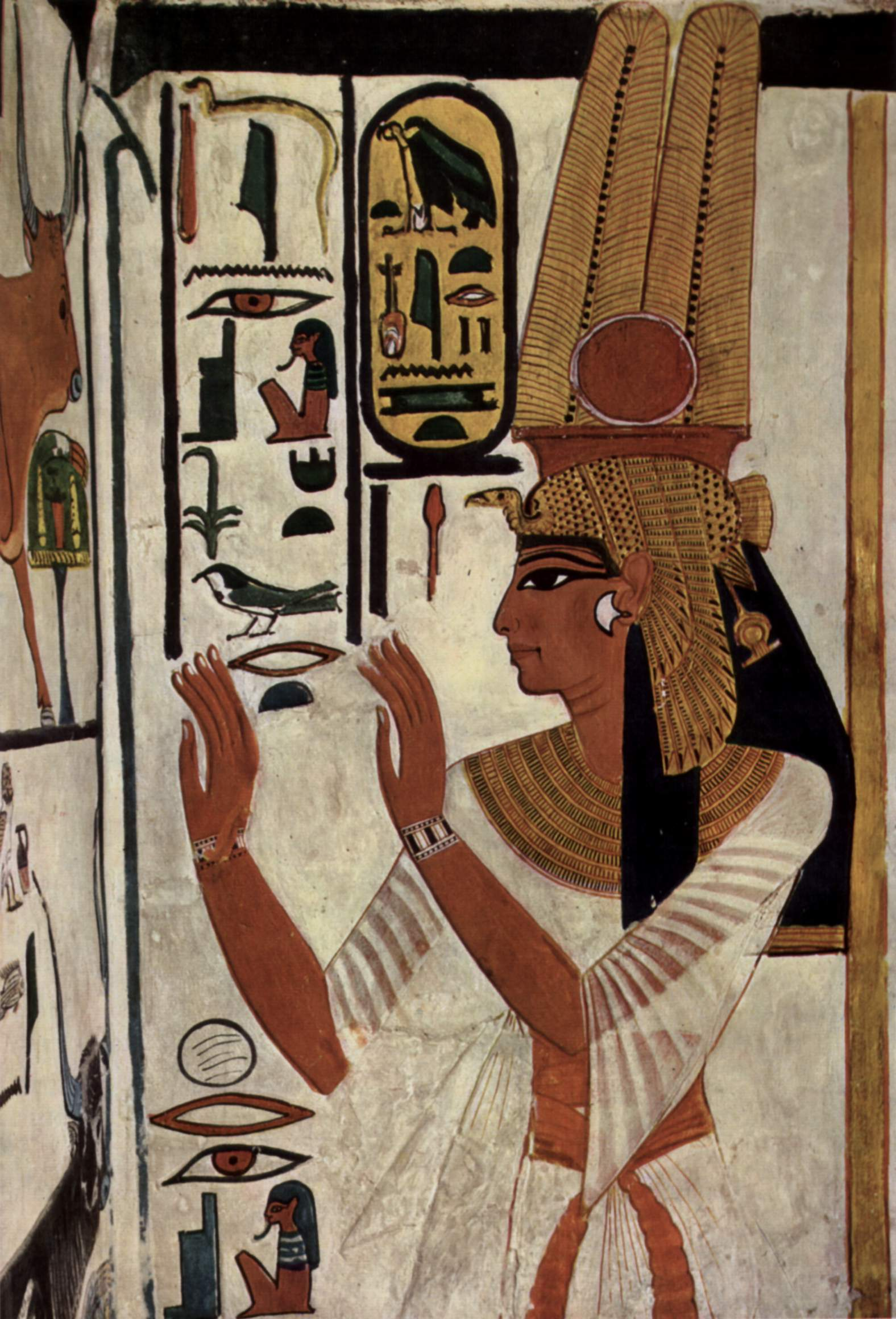
Фрагмент фрески з гробниці Нефертарі в Долині Цариць
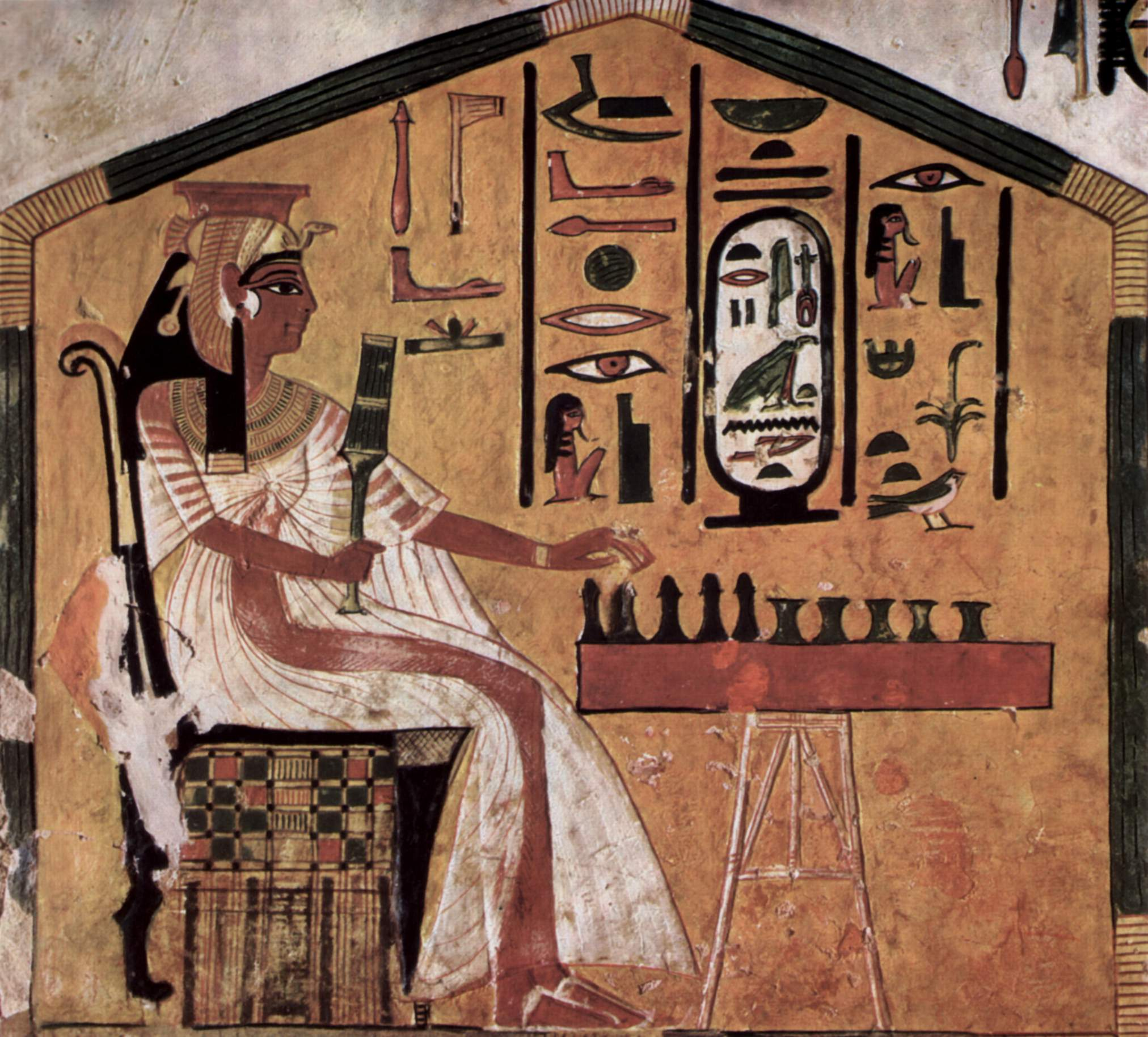
Гра в сенет
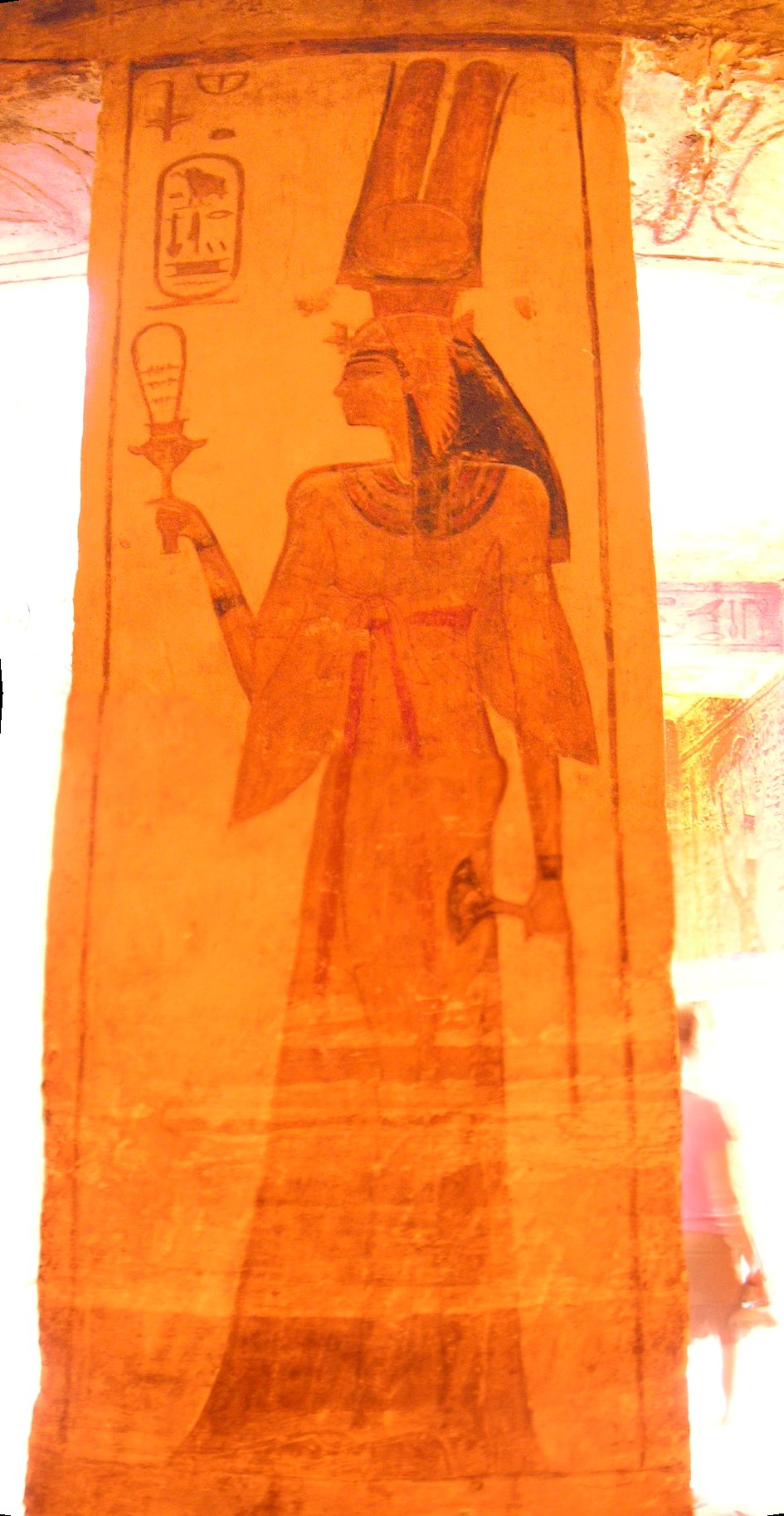
Зображення Нефертарі з посвяченого їй храму в Абу-Сімбелі
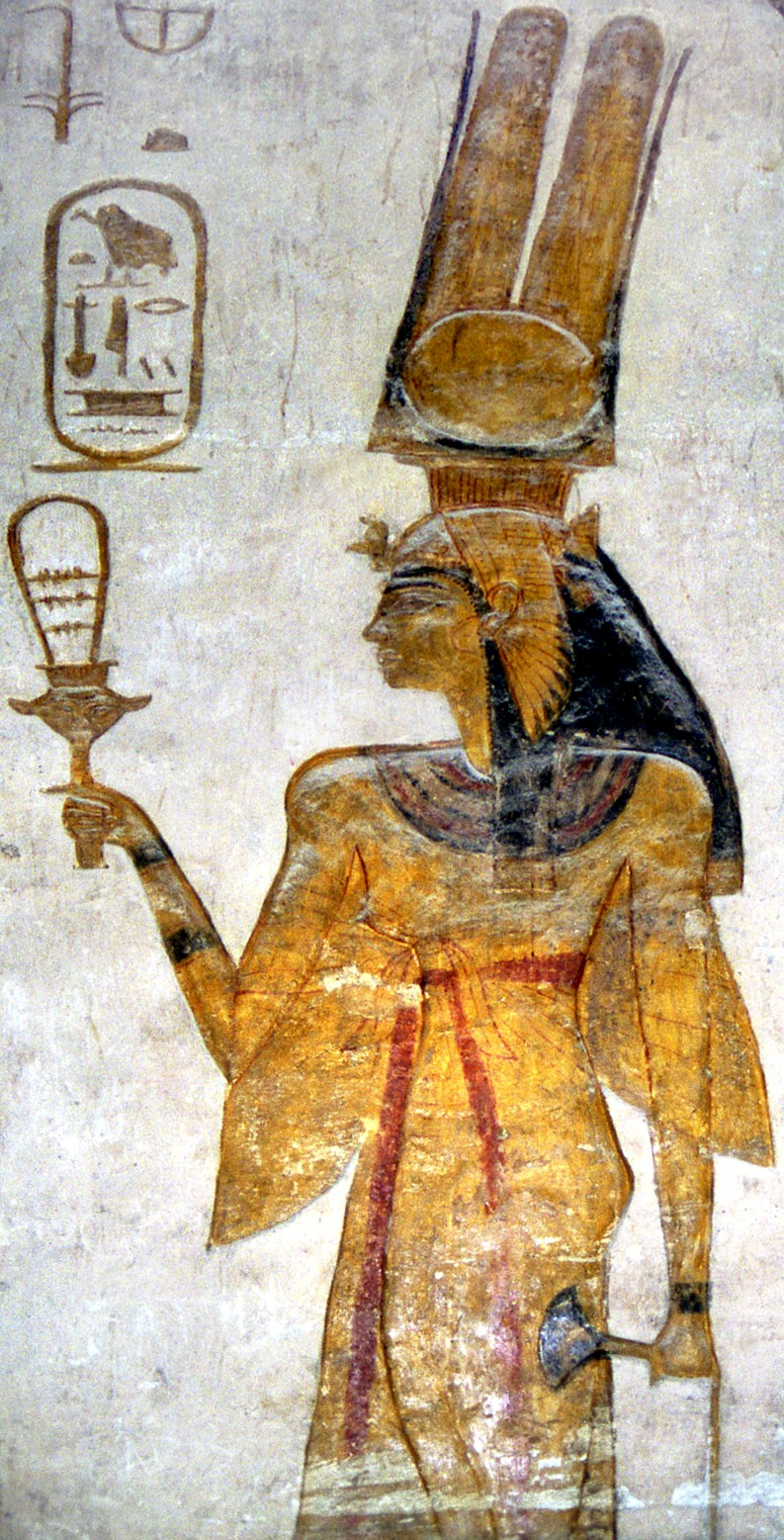
Абу-Симбел